# Щиток (соцветие)
Щиток — ботанический термин, обозначающий простое соцветие с цветками, растущими таким образом, что самые внешние цветоножки располагаются на более длинных цветоножках, чем внутренние, в результате чего все цветки поднимаются на один уровень.
Щиток имеет плоскую вершину, внешне напоминающую зонтик, и может иметь ветвящуюся структуру, похожую на метёлку. Цветки в щитковидном строении могут располагаться как параллельно, так и очередно, формировать либо выпуклую, либо плоскую форму. Многие виды Maloideae, такие как боярышник и рябина, производят свои цветы в щитках. Клён остролистный и йерба мате также являются примерами щитков.
Щиток соответствует латинскому термину лат. corymbus, который происходит от древнегреческого слова corymbos с др.-греч. — «пучок, гроздь, кисть».
Сложный щиток — соцветие, главная ось которого представляет собой щиток, а боковые — корзинки или щитки, например у рябины и калины.
- Тысячелистник таволговый
- Iberis umbellata с кистевидным щитком
- Бузина чёрная с цимозным щитком
- Viburnum lantanoides